# Клеймёнов, Фёдор Васильевич
Фёдор Васильевич Клеймёнов (15 февраля 1906 — 7 апреля 1976) — передовик советского сельского хозяйства, директор совхоза «Ряжский», Рязанская область, кавалер двух орденов Ленина.

## Биография
Родился в крестьянской семье в селе Кривозерье, Терновского района, Пензенской области.
С 1922 по 1930 годы трудился рабочим Кривозерьевского плодопитомника, затем стал бригадиром (1930—1933), позже назначен управляющем отделением совхоза имени Сталина Пензенской области. Член ВКП(б) с 1932 года.
В 1939 году окончил курсы по подготовке директоров плодово-ягодных совхозов при Мичуринском плодоовощном институте им. Мичурина. С 1939 по 1943 годы работал в должности директора совхоза имени Кагановича в Рязанской области.
В 1945 году назначен на должность директора совхоза «Ряжский». Проработал до 1969 года.
Избирался депутатом Ряжского районного Совета депутатов трудящихся, был членом Ряжского Райкома КПСС (1955—1969), Рязанского Обкома КПСС (1964 год).
За большие успехи в производстве и продаже мяса государству и других сельскохозяйственных продуктов, Указом Президиума Верховного Совета СССР от 8 января 1960 года награждён орденом Ленина (№ 279759).
За достигнутые успехи в развитии животноводства, увеличении производства и заготовок мяса, молока, яиц, шерсти и другой продукции Указом Президиума Верховного Совета СССР от 22 марта  1966 года награждён вторым орденом Ленина (№ 363726).
Умер 7 апреля 1976 года в городе Ряжске Рязанской области.

## Семья
Его дочь Егорова (ур. Клеймёнова) Полина Фёдоровна — герой Социалистического труда, кавалер ордена Ленина и золотой медали «Серп и Молот».